# Reacție endotermă
Reacțiile endoterme sunt reacții chimice ce decurg cu energie sub formă de lumină sau căldură. Este reacția opusă celei exoterme.
Altfel spus, o reacție endotermă presupune o variație pozitivă de entalpie, care se notează ΔH (ΔH>0). Pentru o reacție în care avem reactanții A, B și produșii de reacție C, D, reacția endotermă se poate nota prin următoarea ecuație chimică (unde -Q indică o pierdere de căldură).

## Exemple
Reacțiile de descompunere decurg des cu absorbție de căldură:
Cu(OH)2 → CuO + H2O - Q
CaCO3 → CaO + CO2 - Q
Un alt exemplu este formarea ozonului:
3O2 → 2O3 ; ΔH > 0